# Marqués de las Torres de Rada

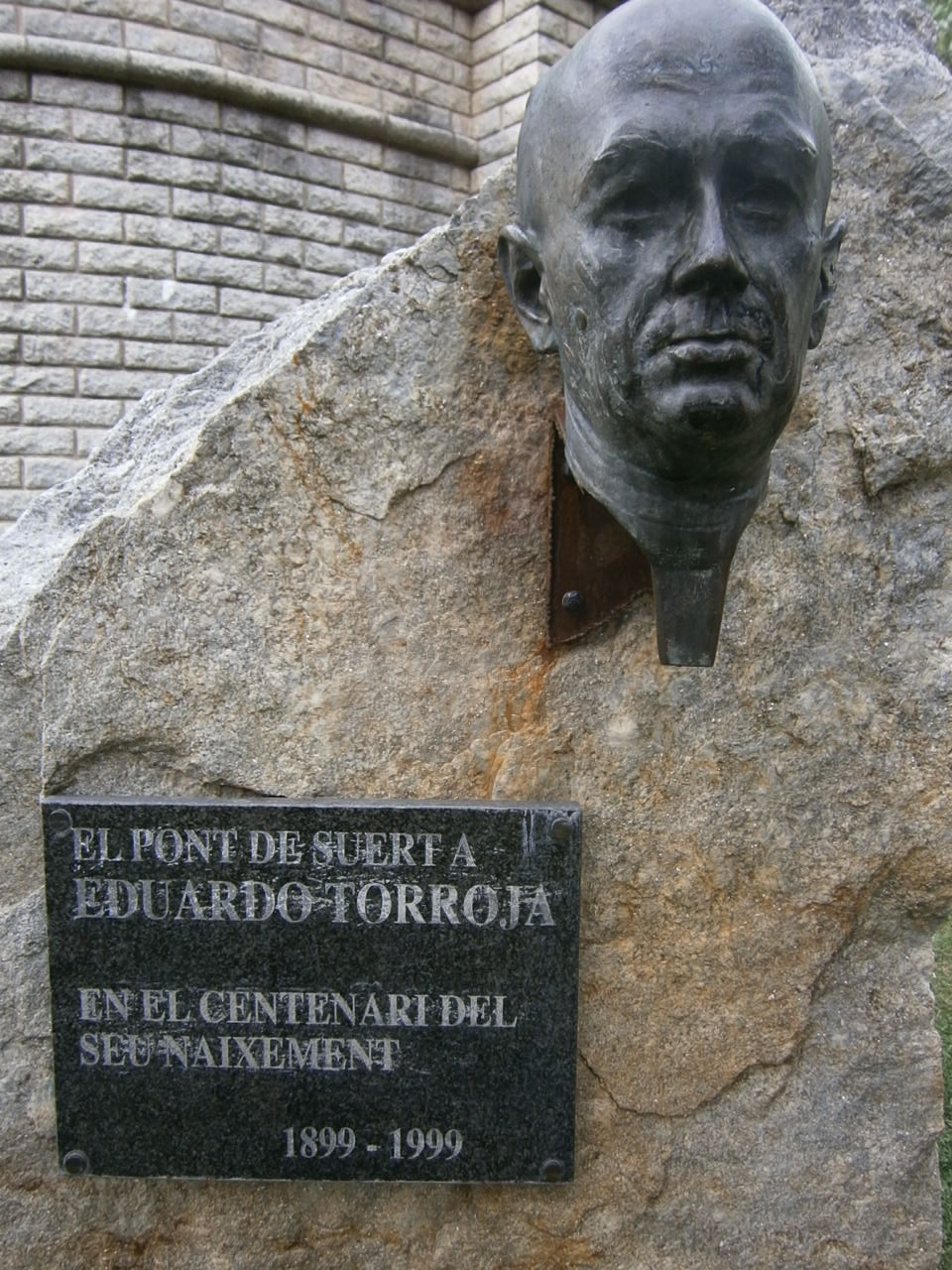
Monumento a Eduardo Torroja Miret, I marqués de Torroja, en la localidad de El Pont de Suert, en la provincia de Lérida.

El marquesado de las Torres de Rada con el vizcondado previo de Santa Gertrudis es un título nobiliario español creado por Felipe V el 22 de abril de 1704, con carácter hereditario, a favor de don Francisco Lorenz de Rada, Caballero de Santiago y maestre de Campo, capitán y teniente de general en la infantería española. Posteriormente, Corregidor y Gobernador de Veracruz y Real Canciller Mayor de las Indias.

## Denominación
La denominación de la dignidad nobiliaria refiere al apellido materno.

## Carta de Otorgamiento
El título nobiliario se le otorgó por Decreto 1762/1961, de 1 de octubre. Publicado en el «BOE» núm. 235, de 2 de octubre de 1961, página 14235.

## Marqueses de las Torres de Rada
|                       | Titular                                             | Periodo               |
| Creación por Felipe V | Creación por Felipe V                               | Creación por Felipe V |
| --------------------- | --------------------------------------------------- | --------------------- |
| I                     | Francisco Lorenz de Rada y Arenaza y Orma           | 1701-1713             |
| II                    | José Francisco Lorenz de Rada y Revilla y del Campo | 1747-????             |
|                       |                                                     |                       |

## Historia de los marqueses de las Torres de Rada

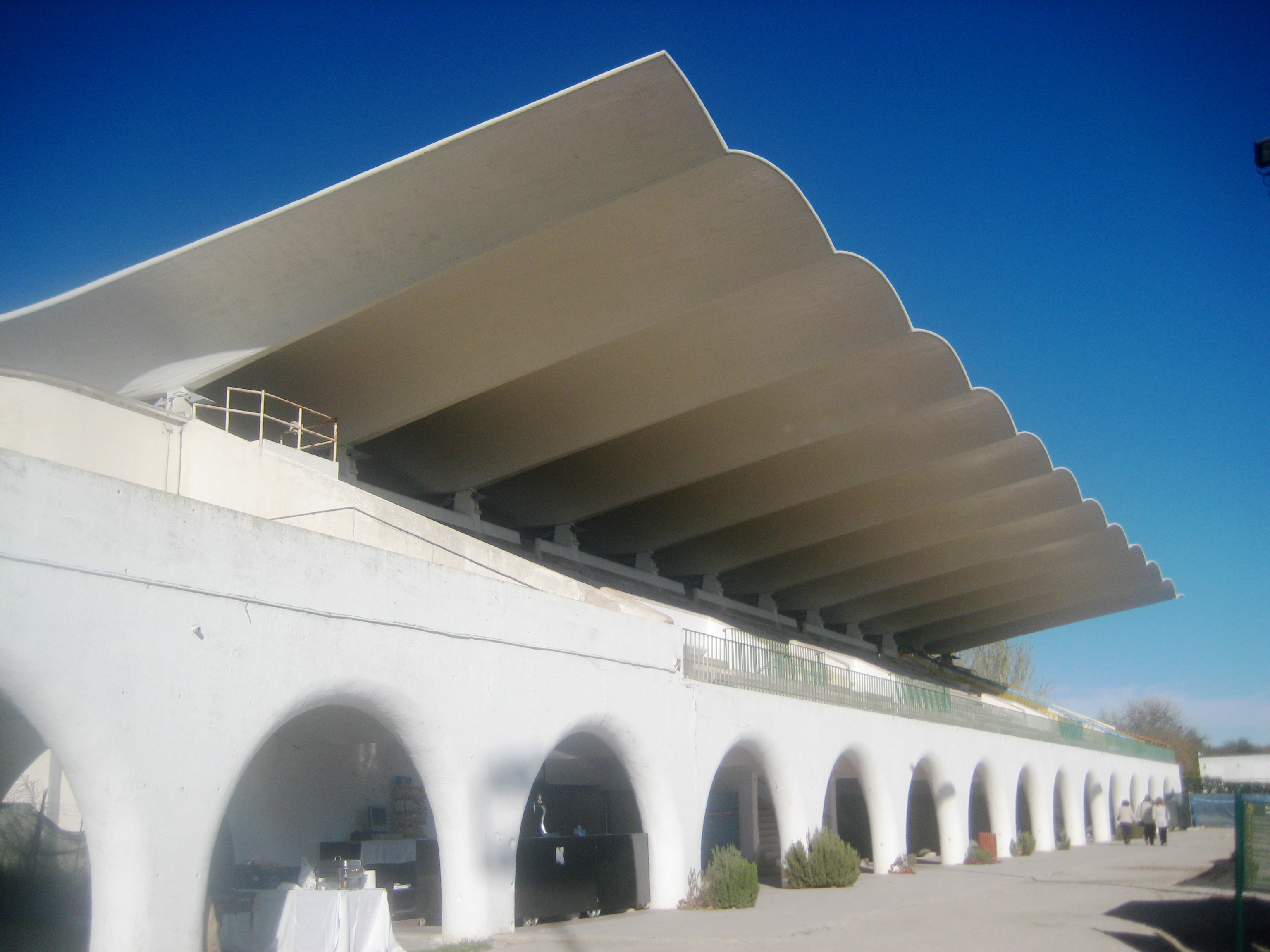
Cubiertas del Hipódromo de la Zarzuela, obra de Eduardo Torroja Miret, I marqués de Torroja.

- Francisco Lorenz de Rada (1660-1713), I marqués de las Torres de Rada,

El Marqués contrajo nupcias el 20 de junio de 1700 en la Catedral de Méjico con Doña Gertrudis de la Peña y Rueda, originaria de Muriedas, Valle de Camargo, Cantabria. Sin Sucesión. Fallece en la Ciudad de México el 22 de abril de 1713, nombrando su sucesor a su sobrino don Joseph Francisco Lorenz de Rada y Revilla, hijo de su hermano mayor don Juan Antonio Lorenz de Rada. Le sucede, por sentencia judicial, el , su sobrino:
- Joseph Francisco Lorenz de Rada y Revilla y del Campo (1694-1756), II marqués de las Torres de Rada, Caballero de Calatrava y Contador de la Real Caja de Zacatecas (Méjico).

Contrajo nupcias el 16 de septiembre de 1751 con Doña Catalina Manuela Núñez de Villavicencio y Dávalos Bracamonte (1714-????), hermana de Doña María Jacinta Núñez de Villavicencio y Dávalos Bracamonte, segunda mujer de don Juan Xavier Joaquín Gutiérrez Altamirano de Castilla y Legaspi y Gorráez Beaumont y Navarra, VII Conde de Santiago de Calimaya, casados el 28 de julio de 1739, en la Catedral de Méjico. Igual que su tío y antecesor no produjo sucesión. Por lo cual, los derechos deberían caer en la descendencia de su sobrina doña Josefa Gertrudis de Escorza y del Llagar y Lorenz de Rada.